# Вечаячай, Пхумтам
Пхумтам Вечаячай (тайск. ภูมิธรรม เวชยชัย; также известный как Уан (тайск. อ้วน); род. 5 декабря 1953, Бангкок) — таиландский политик, исполняющий обязанности премьер-министра с 3 июля 2025 года. Также заместитель премьер-министра с 1 сентября 2023 года и министр внутренних дел Таиланда с 30 июня 2025 года. Исполнял обязанности премьер-министра Таиланда с 14 по 16 августа 2024 года. Занимал должности министра обороны Таиланда в кабинете Пхэтхонгтхан Чиннават (2024—2025), министра торговли Таиланда в кабинете Тхависина (2023—2024), а также посты заместителя председателя партии «Пхыа Тхаи» (2012—2023) и министра транспорта во втором кабинете Таксина Чинавата (2005—2006).

## Биография

### Ранние годы
Пхумтам Вечаячай родился 5 декабря 1953 года в районе Пхра Накхон, Бангкок. Он окончил среднюю школу Тавитхаписек. В дальнейшем получил степень бакалавра политических наук в университете Чулалонгкорна в 1975 году, а затем степень магистра политических наук в 1984 году.
Вечаячай присоединился к Корпусу добровольческой обороны и прошёл курс национальной обороны в Национальном колледже обороны в 2004 году, получив звание лейтенант-полковника.
С 1997 по 1998 год он занимал пост главного исполнительного директора Shin Corporation.

### Политическая карьера
Пхумтам Вечаячай был в группе студентов, бежавших в джунгли, чтобы присоединиться к «Коммунистической партии Таиланда» (КПТ) после резни ультраправых над студентами. Был членом КПТ с 1977 по 1978 год. Позднее он реинтегрировался в общество и присоединился к «Демократической партии», где числился с 1978 по 1997 год, когда присоединился к новой партии «Тай Рак Тай».
Работал советником премьер-министра Таксина Чинаваат, прежде чем был назначен заместителем министра транспорта в его втором кабинете. Однако после военного переворота 2006 года Вечаячай был отстранён от политической деятельности на 5 лет.
Вернувшись в политику, с 2012 по 2023 год Вечаячай занимал пост генерального секретаря и заместителя лидера партии «Пхыа Тхаи», которая стала продолжательницей «Тай Рак Тай».
После парламентских выборов в Таиланде 2023 года Вечаячай был назначен заместителем премьер-министра и министром торговли в кабинете Сеттхи Тхависина. 13 сентября 2023 года Тхависин назначил Вечаячая председателем Комитета по изучению принципов референдума, чтобы решить проблему различных мнений по вопросу переписывания Конституции страны. В январе 2024 года он был назначен председателем чрезвычайной комиссии по рассмотрению законопроекта о бюджетных расходах на 2024 финансовый год. 28 апреля 2024 года Вечаячай был назначен исполняющим обязанности министра иностранных дел на два дня после отставки Парнпри Бахиддха-Нукары.
14 августа 2024 года Вечаячай был назначен исполняющим обязанности премьер-министра Таиланда после отстранения Сеттхи Тхависина и роспуска правительства Конституционным судом.
3 сентября 2024 года в правительстве Пхэтхонгтхан Чиннават занял пост министра обороны и сохранил за собой должность заместителя премьер-министра.
30 июня 2025 года был назначен на должность министра внутренних дел, покинув должность министра обороны. 3 июля, после переназначения первым заместителем премьер-министра, назначен исполняющим обязанности премьер-министра Таиланда из-за отстранения Пхэтхонгтхан Чиннават Конституционным судом.